# Sminge Sø
Sminge Sø er en sø på cirka 22 hektar, der ligger 8 km nordøst for Silkeborg nedenfor Gjern Bakker. Gudenåen løber igennem søen, og Gjern Å har sit udløb her. Søen og åen danner skel mellem Voel Sogn, og Svostrup Sogn.

## Historien
Som mange andre steder langs Gudenåen, der har fungeret som vigtig færdselsåre helt op nutiden, blev der anlagt et kloster her; Sminge Kloster. Klosteret var her dog kun i 1165-66, da munkene hurtigt flyttede videre til Veng Kloster. På vestsiden af søen løber trækstien, der blev anlagt i forbindelse med pramfarten.

## Naturen
Sminge Sø er en lavvandet, 5,5 meter på det dybeste, næringsrig sø, hvilket giver basis for et rigt fugleliv og søen er da også én af de bedste fuglelokaliteter langs Gudenåen. De fleste ses ved søen om vinteren, men man kan se fugle her hele året.

## Faciliteter
Der er opført et udsigtstårn på søens vestside ved Sølyst, og det forhenværende Århus Amt har i sin tid udgivet en folder om søens fugleliv. Tårnet nås via afkørsel fra Allinggårdsvej syd for Svostrup.
Der er anlagt en kanorasteplads i søens nordøstlige hjørne.